# Macrolobium unifoliolatum
Macrolobium unifoliolatum är en ärtväxtart som beskrevs av John Macqueen Cowan. Macrolobium unifoliolatum ingår i släktet Macrolobium och familjen ärtväxter.

## Underarter
Arten delas in i följande underarter:
- M. u. schultesii
- M. u. unifoliolatum